# إميل زاتوبك

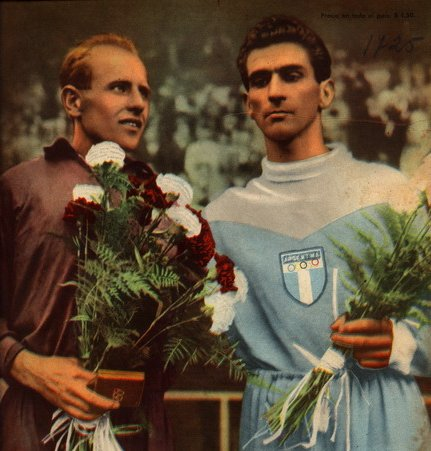
إميل زاتوبك (يسار) مع غورنو رينالدو، بعد ماراثون الرجال في دورة الألعاب الأولمبية الصيفية 1952 (هلسنكي).

إميل زاتوبك (بالتشيكية: Emil Zátopek) (يُنطق بالتشيكية: [ˈɛmɪl ˈza:topɛk]  (19 سبتمبر 1922-22 نوفمبر 2000) كان عداء مسافات طويلة من تشيكوسلوفاكيا، اشتهر لحصوله على 3 ميداليات ذهبية في الألعاب الأولمبية الصيفية 1952 في هلسنكي. فقد فاز بميدالية سباق 5000 متر و10000 متر، أما ميداليته الأخيرة فقط حصلها عندما قرر في اللحظات الأخيرة المنافسة في أول سباق ماراثون في حياته، وقد اشتهر بلقب «القاطرة التشيكية».
كان زاتوبيك أول عداء يكسر حاجز 29 دقيقة في سابق 10,000 متر (عام 1954). قبل ذلك بثلاث سنوات أي عام 1951، كان قد كسر التوقيت حين جرى مسافة 20كم. يعتبر واحداً من أعظم العدائين في القرن العشرين، كما كان معروفاً باتباع أساليب تدريب صعبة.
في فبراير 2013، اختاره المحررون في«مجلّة العداء العالمية» كأفضل عداء في كافة العصور.
وهو الشخص الوحيد في تاريخ الأولمبيادات الذي فاز بسباقات 5000 متر و10000 متر وماراثون في نفس الدورة.

## الميداليات
| ذهب | فضة | برونز | المجموع |
| 4   | 1   | 0     | 5       |

## روابط خارجية
- إميل زاتوبك على موقع IMDb (الإنجليزية)
- إميل زاتوبك على موقع الموسوعة البريطانية (الإنجليزية)
- إميل زاتوبك على موقع مونزينجر (الألمانية)
- إميل زاتوبك على موقع ديسكوغز (الإنجليزية)
- إميل زاتوبك على موقع قاعدة بيانات الفيلم (الإنجليزية)

- إميل زاتوبك على موقع الاتحاد الدولي لألعاب القوى (الإنجليزية)
- إميل زاتوبك على موقع رابطة إحصائيات سباق الطريق (الإنجليزية)
- إميل زاتوبك على موقع اللجنة الأولمبية الدولية (الإنجليزية)
- إميل زاتوبك على موقع أوليمبيديا (الإنجليزية)
- إميل زاتوبك على موقع اللجنة الأولمبية التشيكية (التشيكية)